# Leif Lindblom
Leif Lindblom, nascut el 1967 a Södertälje, Suècia, és un director de cinema suec. Ha dirigit principalment sèries de televisió, però va fer el seu debut el 2007 com a director de llargmetratges per al cinema amb Solstorm. Adaptació cinematogràfica del primer llibre de la sèrie de Åsa Larsson sobre fiscal Rebecka Martinsson.